# Columbus County
Columbus County är ett administrativt område i delstaten North Carolina, USA, med 58 098 invånare. Den administrativa huvudorten (county seat) är Whiteville.

## Geografi
Enligt United States Census Bureau har countyt en total area på 2 470 km². 2 426 km² av den arean är land och 44 km² är vatten.

### Angränsande countyn
- Bladen County - nord
- Pender County - nordost
- Brunswick County, North Carolina - sydost
- Horry County, South Carolina - sydväst
- Robeson County - nordväst

### Orter
- Boardman
- Bolton
- Brunswick
- Cerro Gordo
- Chadbourn
- Fair Bluff
- Sandyfield
- Tabor City
- Whiteville (huvudort)